# Philippe Lançon
Philippe Lançon (* 1963 in Vanves) ist ein französischer Journalist und Schriftsteller. Er arbeitet hauptsächlich für die Tageszeitung Libération und das Satiremagazin Charlie Hebdo, ebenso für den öffentlich-rechtlichen Radiosender France Inter. Bei dem terroristischen Anschlag auf Charlie Hebdo während einer Redaktionssitzung am 7. Januar 2015 wurde Lançon verwundet.

## Leben und Werk
Philippe Lançon absolvierte ein Studium in Europarecht mit Magisterabschluss und besitzt zudem einen Abschluss der privaten Pariser Journalistenschule Centre de formation des journalistes (CFJ).
Philippe Lançon arbeitet hauptsächlich als Literaturkritiker, u. a. zu lateinamerikanischer Literatur. 2015 war er als Gastwissenschaftler (Visiting Fellow) an die Princeton University in den USA eingeladen. Er konnte die Aufgabe jedoch nicht wahrnehmen, weil er bei den Anschlägen auf Charlie Hebdo schwer verletzt worden war.
In seinem Buch Le lambeau (dt. Der Fetzen) schreibt Lançon über das Attentat und die langwierige operative Behandlung seiner massiven Gesichtsverletzungen im Mund- und Unterkieferbereich. In Frankreich entwickelte sich das Werk zum Bestseller und gewann diverse Preise. Auch im deutschen Sprachraum erhielt das Buch ausgesprochen positive Kritiken. Es wird in Michel Houellebecqs Roman Vernichten (2022) erwähnt, dessen Protagonist wie Lançon im Pariser Hôpital Universitaire Pitié Salpêtrière behandelt wird. 2023 wurde Der Fetzen von Ralf Haarmann für SRF als Hörspiel produziert.
Unter dem Pseudonym Gabriel Lindero verfasst Lançon auch Novellen („nouvelles“).

## Veröffentlichungen
- Monografie über den Künstler Jean Daviot (1998)
- Je ne sais pas écrire et je suis un innocent. Calmann-Lévy, Paris 2004, ISBN 2-7021-3428-9 (französisch, unter dem Pseudonym Gabriel Lindero).
- Les îles. Roman. J.-C. Lattès, Paris 2010, ISBN 978-2-7096-3513-4 (französisch).
  - Les îles. J’ai lu, Paris 2013, ISBN 978-2-290-05465-9 (französisch, Taschenbuchausgabe).
- L’élan. Roman. Gallimard, Paris 2013, ISBN 978-2-07-014088-6 (französisch).
- Der Fetzen. Tropen Verlag, 2019, ISBN 978-3-608-50423-1 (französisch: Le lambeau. Paris 2018. Übersetzt von Nicola Denis).

## Auszeichnungen
Für Les Îles:
- Prix Henri de Régnier der Académie française

Für Le Lambeau (Der Fetzen):
- Prix Femina
- Prix Spécial Renaudot
- Prix des Prix
- Prix Roman News
- 2019: Prix des libraires du Québec, Sparte "Roman von außerhalb Quebecs"
- 2019: Hermann-Kesten-Preis
- 2020: Prix de l’Académie de Berlin